# Alija de los Melones
Alija de los Melones är en ort i Spanien.   Den ligger i provinsen Provincia de León och regionen Kastilien och Leon, i den nordvästra delen av landet, 260 km nordväst om huvudstaden Madrid. Alija de los Melones ligger 737 meter över havet och antalet invånare är 878.
Terrängen runt Alija de los Melones är platt. Runt Alija de los Melones är det ganska glesbefolkat, med 23 invånare per kvadratkilometer. Närmaste större samhälle är La Bañeza, 18,7 km norr om Alija de los Melones. Trakten runt Alija de los Melones består till största delen av jordbruksmark.